# Ёмкостный уровнемер
Ёмкостный уровнемер — один из типов электрических датчиков-измерителей уровня. Основан на принципе измерения уровня жидкости в резервуаре при помощи измерения электрической ёмкости датчика.
Датчик емкостного уровнемера представляет собой электрический конденсатор, состоящий из двух или более обкладок — изолированных проводников, помещенных в резервуар с жидкостью, уровень которой измеряется (иногда используется одна обкладка, а в качестве второй выступает проводящая стенка резервуара). Жидкость может свободно проникать в пространство между обкладками. Сигналом изменения уровня жидкости в резервуаре является изменение электрической ёмкости датчика.
При изменении уровня жидкости в резервуаре изменяется относительная диэлектрическая проницаемость пространства между обкладками конденсатора в результате изменения уровня жидкости, поскольку диэлектрическая проницаемость жидкости и среды без неё (например, воздуха) в общем случае различна. В результате изменяется и электрическая ёмкость датчика.
Емкостные уровнемеры используются также для измерения уровня сыпучих сред (песка, муки и т. д.).
Емкостные уровнемеры потенциально способны выдерживать широкие диапазоны технологических параметров, могут отличаться дешевизной и прочностью. По сравнению с потенциометрическими датчиками уровня, емкостные могут не иметь гальванического контакта с содержимым, и поэтому они более стойки к коррозии. К недостаткам следует отнести чувствительность к изменению коэффициента диэлектрической проницаемости содержимого ёмкостей, а также чувствительность к налипанию содержимого на электрод. Последний недостаток может быть частично компенсирован дополнительным электродом сравнения.